# 徳
徳（とく、希: ἀρετή（アレテー）、 羅: virtūs（ヴィルトゥス）、英: virtue（ヴァーチュー））は、社会通念上よいとされる、人間の持つ気質や能力である。
徳は卓越性、有能性で、それを所持する人がそのことによって特記されるものである。人間に備わって初めて、徳は善き特質となる。徳は、社会的経験や道徳的訓練などによって獲得することができる。徳を備えた人間は他の人間からの信頼や尊敬を獲得しながら、人間関係の構築や組織の運営を進めることができる。徳は人間性を構成する多様な精神要素から成り立っており、気品、意志、温情、理性、忠誠、勇気、名誉、誠実、自信、謙虚、健康、楽天主義などが個々の徳目と位置付けることができる。

## 中華文明における徳
徳（德、拼音: dé ）は中国の哲学、特に儒教において重要な概念である。
なお、「徳」という漢字は、音を表す「徝」と意味を示す「心」からなる形声文字である（『説文解字』では「惪」と「彳」とから構成されると解釈されているが、これは誤った分析である）。この文字は殷代の資料（甲骨文字など）には存在せず、西周時代になって作られた。

### 儒教の徳
儒教的徳は人間の道徳的卓越性を表し、具体的には仁・義・礼・智・信の五徳や孝・悌・忠の実践として表される。そして、徳は人間の道徳性から発展して統治の根本原理とされ、治世者の優れた徳による教化によって秩序の安定がもたらされると考えられた。前漢において儒教は「儒教」とは呼ばれず、もっぱら法家思想の法治や刑に対抗する意味で「徳教」と呼んでいた。儒教思想において重要な規範的価値は、生まれによってではなくその人の徳の現れた実際の量の結果によって社会的地位が決せらるべきであるということである。

### 道家の徳
道家の徳は、根本的実在である道の万物自然を生成化育する働きを表す。『老子』はその名を『道徳経』とも言われる。

### 陰陽家の徳
陰陽家は王朝の交替を土徳・木徳・金徳・火徳・水徳の五行の循環によると考えた。これを五徳終始説という。

### 法家の徳
法家の徳は、「刑」と対照させられる恩賞の意味であり、恩賞必罰の「徳刑」として統治のための道具と考えられた。

## 仏教における徳
仏教の徳には、性質としての徳である（梵: guṇa）、行として徳である（梵: vṛtta）、果報としての徳である（梵: puṇya）などがある。そのいずれもが「徳」または「功徳」と、一義に漢訳された（報果の場合は「福田」というように別の漢訳もなされることはあった）。なお、善の行為には宗教的なものと世俗的なものがあり、世俗的なものは真実の功徳ではない不実功徳とされる。

## 西洋哲学史における徳
西洋的徳の目録は少なくとも、知恵、勇気、節制、正義というプラトーンの『国家』(435,また443)のそれにまで遡られる。より包括的な目録はアリストテレースの『ニコマコス倫理学』に見出される。徳の概念は古代の哲学において共通の話題であったし、それらはキケローによって採用されたのでキリスト教哲学者に広く受け容れられ、カトリック神学の要諦となった。
なお、この場合の徳とは、virtueの訳語として当てられている。

### 謙遜
古代ギリシア、ローマでは謙遜という徳は知られていなかった。「新約聖書」の「エペソ書」や聖典外典の「十二使徒の教え」、いわゆるディダケーなどに出てくる、タペイノプロシューネーなる言葉が最初である。直義は乞食の心構え。キリスト教の成立までは徳として謙遜が挙げられることはなかった。

### 四元徳（cardinal virtues）
西洋古典世界の基本的な (cardinal) 徳（ virtūtēs cardinālēs ）は、
- 思慮、叡智
- 正義
- 忍耐、勇気
- 節制

である。これは、ギリシア的な教養に由来するもので、プラトーンの著作『ゴルギアース』や主著『国家』でこれらの徳が議論された。

### 徳の調和
古典期の哲学者、特にアリストテレースは、人はこれらの徳を完全に追求するために全てを習得せねばならないと唱えた。例えば、正しくあるために人は賢くあらねばならない。徳の調和という論点は論争を呼ぶ。人間は賢くあることなしに勇敢でありうるし、正しくあることなしによく節制されうる、などと議論できよう。また、人間の最上の状態は「中庸」において発揮されるとし、「中庸の徳」を説いた。

### 思慮と徳
ストア派のセネカは、完全な思慮は完全な徳と区別できない、と言った。彼の論点は、もし人が最も遠い視野に立って全ての結果を考慮すれば、結局、完全に思慮深い人は完全に高徳な人間と同じように行為するだろう、ということだ。多くの哲学者は「各々の徳はいかに思慮深くあるのか」を決めることに「各々の徳はいかに調和するのか」を決めるのと同様の価値を見出していた。

### キリスト教の徳
キリスト教において神学的徳は、コリント書13:13に由来する信仰、希望、愛 (charity) である。これらは、神と人間への愛を完全にするという特殊な慣習的意味を持っている。これら徳の調和とこれらへの思慮の相伴が主張され、キリスト教神学の特色をなす。

### 徳と悪徳
徳の反対は悪徳である。悪徳をなす1つの方法は、徳を腐敗させることである。こうして、四元徳は愚昧、無節操、臆病、貪欲となるだろう。キリスト教神学的悪徳は、偽証、強欲、憎悪、偽善となる。
しかしながら、アリストテレースは徳がいくつか反対物を持ちうることを指摘していた。徳は2つの極端の中間として考えられうる(→中庸)。例えば、臆病と蛮勇の両方は勇気の反対であり、それらは思慮に反して過度の慎重と過小な慎重の両方なのである。より「近代の」徳である寛容は一方における心の狭さと他方における愚鈍さとの2つの極端の中間と考えられる。従って悪徳は、徳の反対として同定できるが、各々の徳は全て他とは異なる多くの反対物を持つことがありうるという落とし穴を伴うことになる。

## 関連
- 「徳」の字は日本においては人名用の漢字としても用いられる。読みは「のり」「とく」などが一般的であるが、これ以外の読み方をする例もある。貴人の称号に用いる場合には慰撫の意味が込められる場合も多い。
- 日本では当用漢字字体表に「徳」が採用される前は、主に「德」の字体（旧字体）を用いた。戸籍等では旧字体の「德」であっても日常では「徳」を使用している場合も多い。（歌手の德永英明は途中から「德」を使っている。）